# André Chénier (film 1911)
André Chénier è un cortometraggio muto del 1911 diretto da Étienne Arnaud e Louis Feuillade.

## Produzione
Il film fu prodotto dalla Société des Etablissements L. Gaumont

## Distribuzione
Distribuito dalla Société des Etablissements L. Gaumont, uscì nelle sale cinematografiche francesi nel 1911.